# Liste der Naturdenkmale in Bahlingen am Kaiserstuhl
| Naturdenkmale | Anzahl |
| ------------- | ------ |
| FND           | 0      |
| END           | 1      |
| Gesamt        | 1      |

Die Liste der Naturdenkmale in Bahlingen am Kaiserstuhl nennt die verordneten Naturdenkmale (ND) der im baden-württembergischen Landkreis Emmendingen liegenden Gemeinde Bahlingen am Kaiserstuhl. In Bahlingen am Kaiserstuhl gibt es insgesamt ein als Naturdenkmal geschütztes Objekt, es gibt kein flächenhaftes Naturdenkmal (FND), es handelt sich um ein Einzelgebilde-Naturdenkmal (END).
Stand: 31. Oktober 2016.

## Einzelgebilde (END)
| Name                     | Bild | Kennung     | Einzelheiten             | Position | Fläche Hektar | Datum         |
| ------------------------ | ---- | ----------- | ------------------------ | -------- | ------------- | ------------- |
| Friedenslinde            | BW   | 83160020022 | Bahlingen am Kaiserstuhl | ⊙        | 0,0           | 27. Okt. 1954 |
| Legende für Naturdenkmal |      |             |                          |          |               |               |